# Тризуб (премія)
Премія «Тризуб» (англ. Tryzub Award) – нагорода, заснована Фондом родини Мигаль у співпраці з Шевченківською Фундацією в 2019 році в Торонто (Канада).
Премії «Тризуб» засновані з метою відзначення здобутків осіб, які досягли успіху в їхніх галузях діяльности, присвятили свою працю допомозі Україні чи у сферах, корисних для України, а також для спільноти українців Канади та Канади загалом.
З підтримкою та партнерством Шевченківської Фундації премія має враховувати думку всієї українсько-канадської діаспори в цілому щоб відзначити лавреатів, а також щоб сприяти таким чином подальшому використанню зібраних коштів на підтримку численних життєво необхідних справ та інтересів українців Канади.
Фонд родини Мигаль був створений Георгієм та Райлою Мигаль на підтримку ініціатив у сферах охорони здоров'я та освіти. Фонд працював з численними медичними та освітніми закладами Мегаполісу Торонто для підтримки, створення та покращення існуючих закладів і програм на користь канадійців загалом. Робота Фонду родини Мигаль на користь української громади здійснювалась насамперед через Шевченківську фундацію.

## Номінації
- Громадське лідерство
- Ділове лідерство
- Друзі України

## Лавреати
- 2019
  - Джеймс і Луїза Темертей (за громадське лідерство)
  - Ієн Ігнатович (за бізнес-лідерство)
  - Даян Френсіс (друг України)[4]

- 2022
  - Пол Винник (за громадське лідерство)
  - Тимоті Снайдер (друг України)[5]

- 2023
  - Борис Городинський (за громадське лідерство)
  - Білл Бравдер (друг України)[6][7]

- 2024
  - Олена Кошарна (за лідерство)
  - GlobalMedic (друг України)

- 2025
  - Група компаній «Караван» (за лідерство)
  - Джейсон Кенні (друг України)[8]